# Corofin (County Clare)
Corofin (ook wel gespeld als "Corrofin", Iers: Cora Finne) is een dorp aan de Fergus in County Clare in Ierland. Het ligt 12 kilometer van Ennis, bij het kruispunt van de regionale wegen R460 en R476. Corofin is gelegen aan de zuidelijke rand van De Burren en heeft als bijnaam "The Gateway to the Burren".
De oorsprong van de naam Corofin is onzeker. Sommige bronnen stellen dat de naam is afgeleid van "Coradh Finne", de stuw van Finna of Finnia, een vrouw. Anderen houden het erop dat de naam eenvoudig witte (met schuim bedekte) voorde betekent ("Finn Coradh"). Op deze plek is later de Corofin brug gebouwd.
In Corofin wordt op het Festival of Finn het wereldkampioenschap steenwerpen gehouden,
waarbij een omgekeerde fles geraakt moet worden. Volgens plaatselijke folklore was Fionn mac Cumhaill ooit houder van de titel. Tevens vindt jaarlijks een festival plaats voor traditionele Ierse muziek.

## Voorzieningen
Naast de gebruikelijke kerk, pubs en winkels kent Corofin ook een historisch en genealogisch centrum. Dit Clare Heritage Centre is verdeeld over twee gebouwen. Een voormalige protestantse kerk dient als museum en herbergt onder meer een Tau-kruis van enkele honderden jaren oud. Een moderner gebouw dient als genealogisch centrum.
Het complex van Corofin GAA ligt ingeklemd tussen de Main Street/Market Street aan de ene kant en de Fergus aan de andere kant. Het terrein van de voetbalclub Corofin Harps bevindt zich bij de St. Patricks Hall.

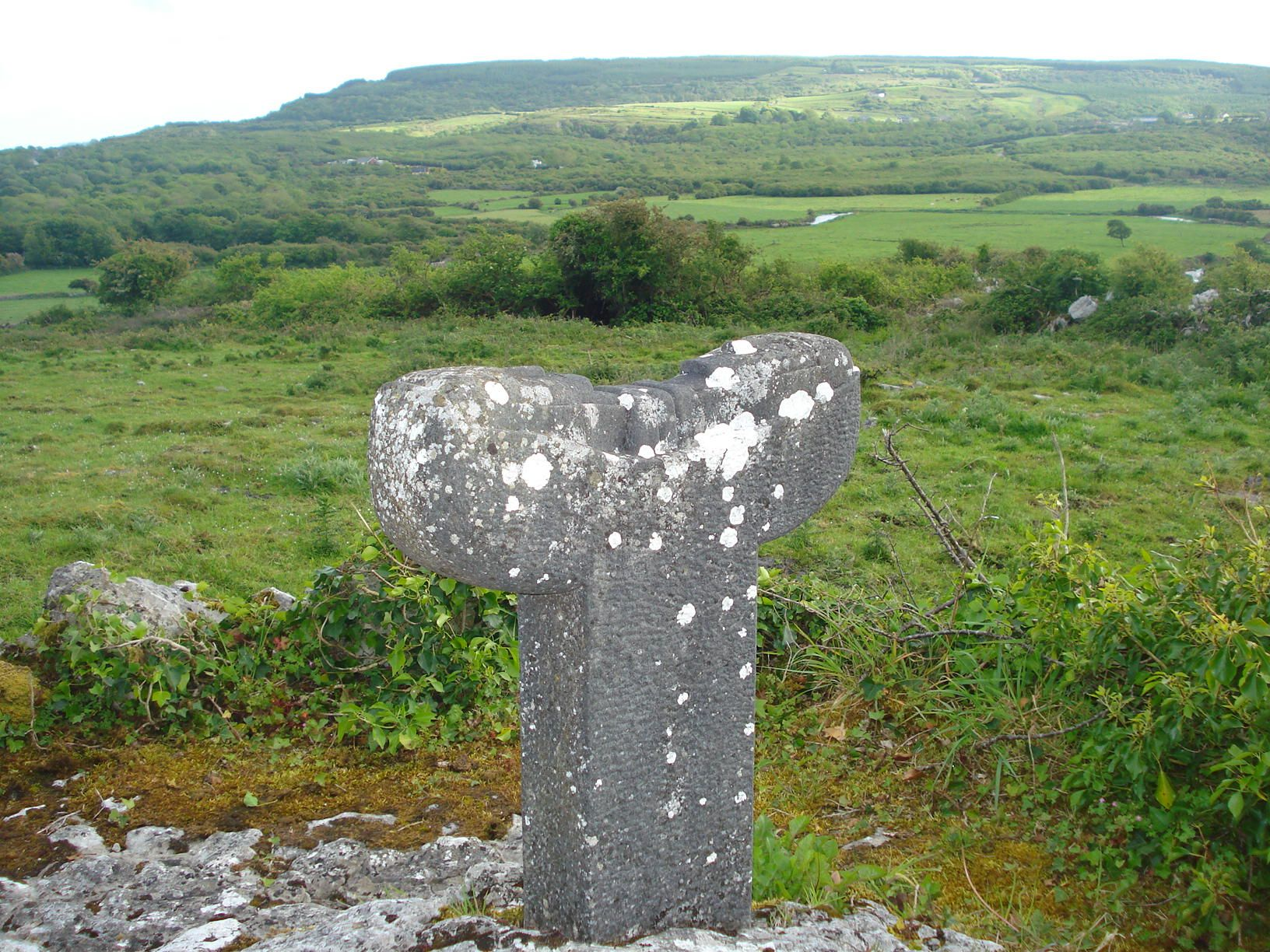
Replica van het Tau-kruis op Roughan Hill bij Corofin. Het origineel bevindt zich in het Clare Heritage Centre.
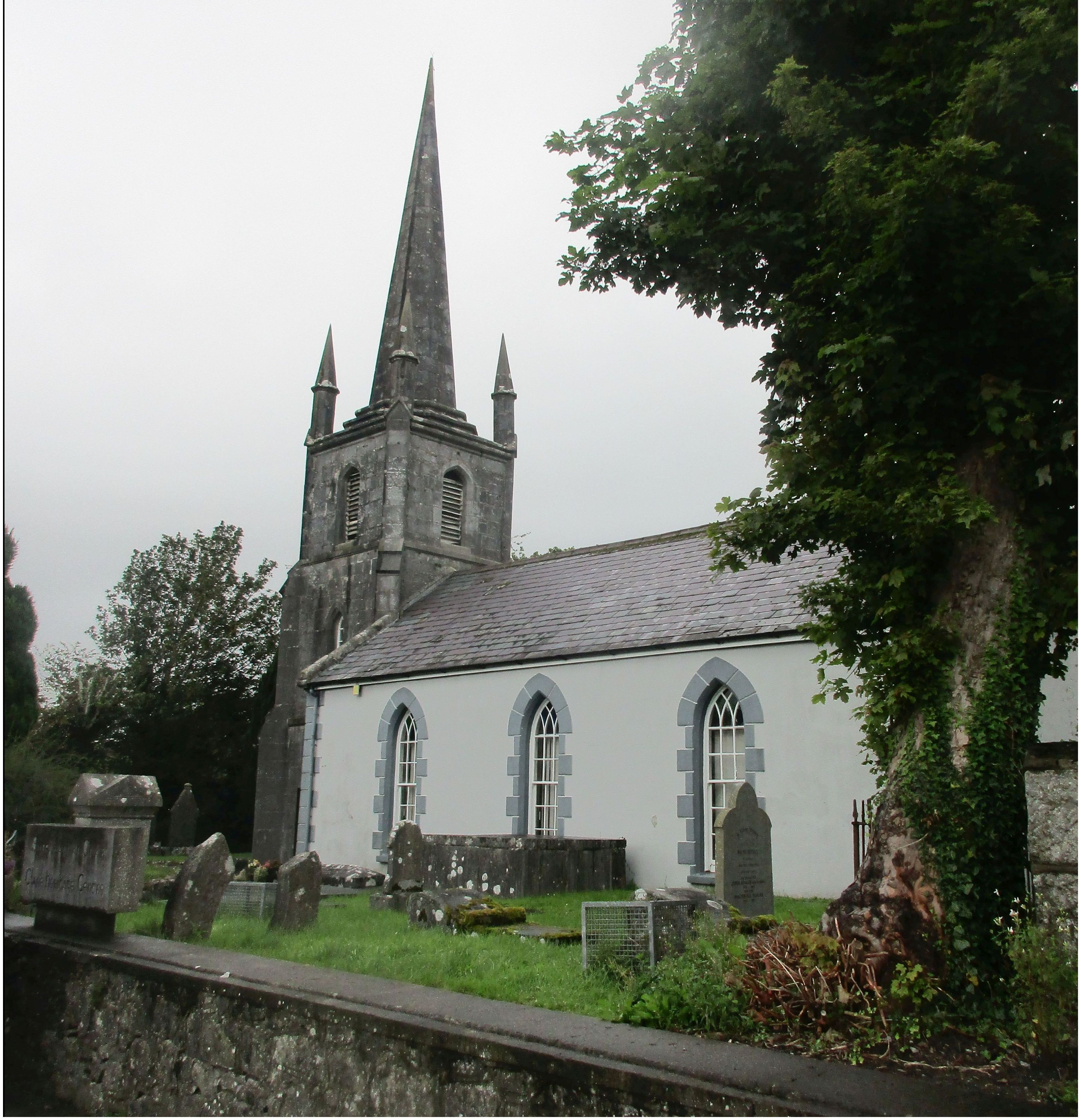
De voormalige protestantse kerk, tegenwoordig het museum van het Clare Heritage Centre
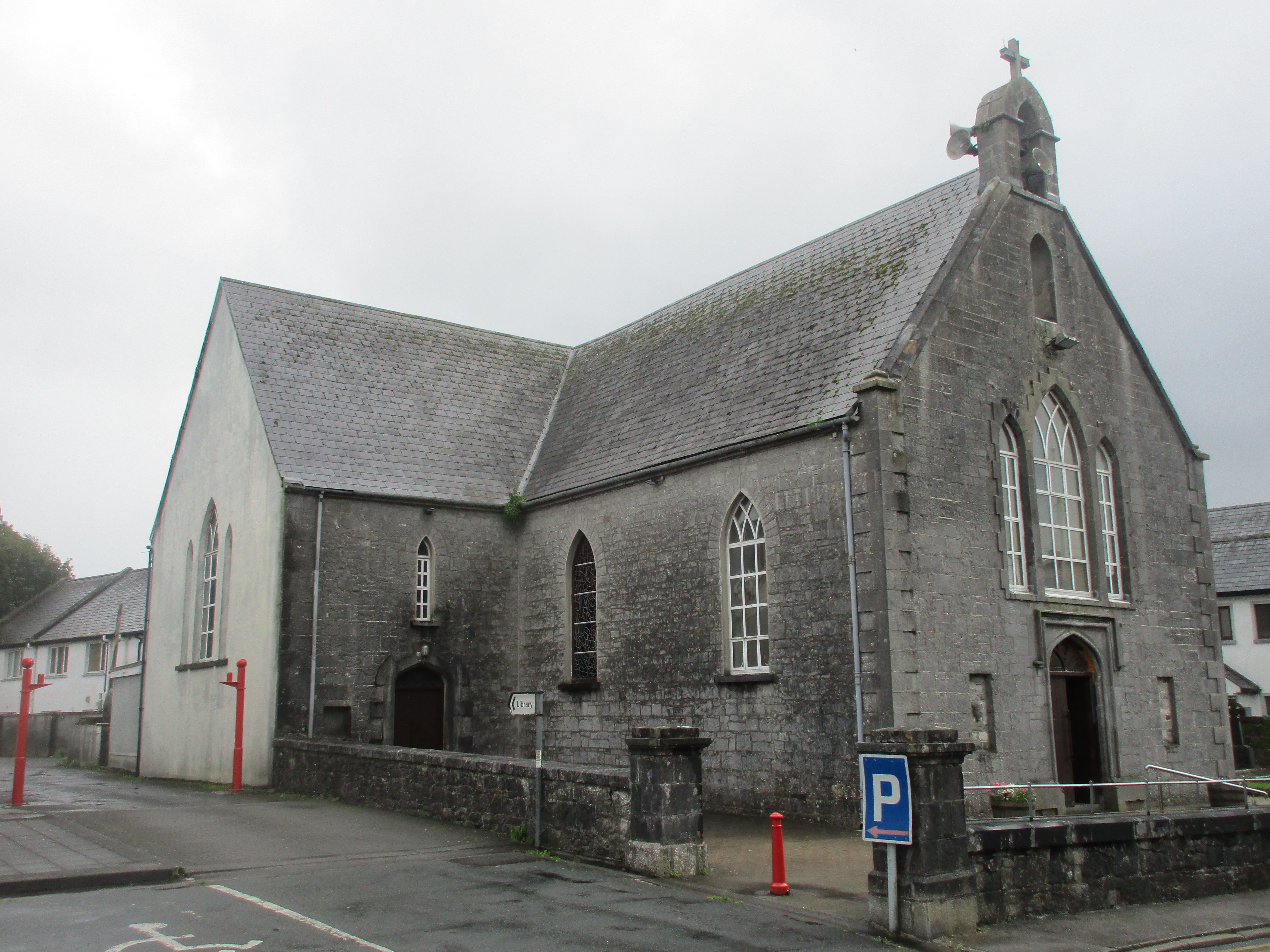
St, Brigid's Church, de katholieke kerk
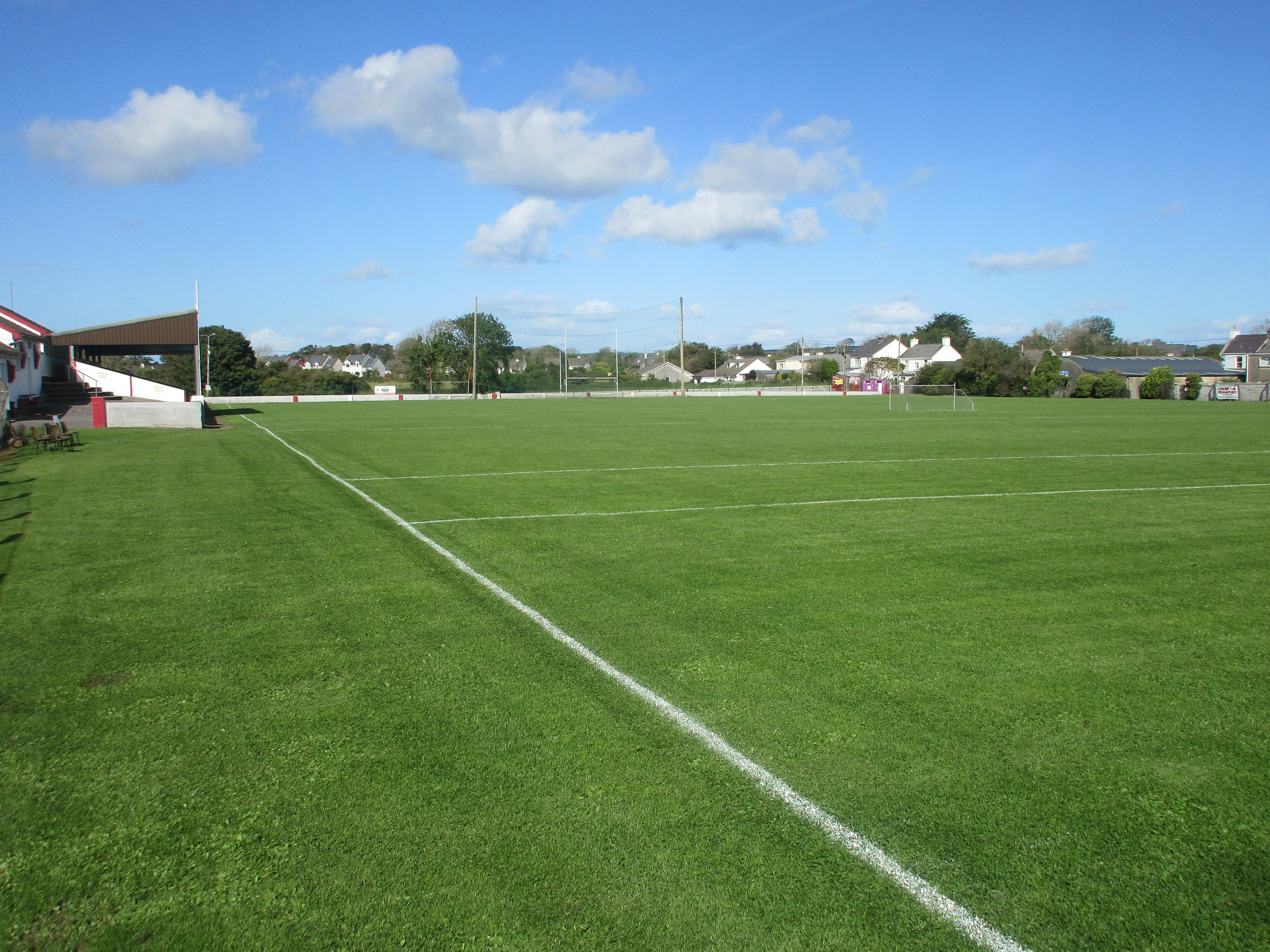
Het hoofdveld met tribune van Corofin GAA
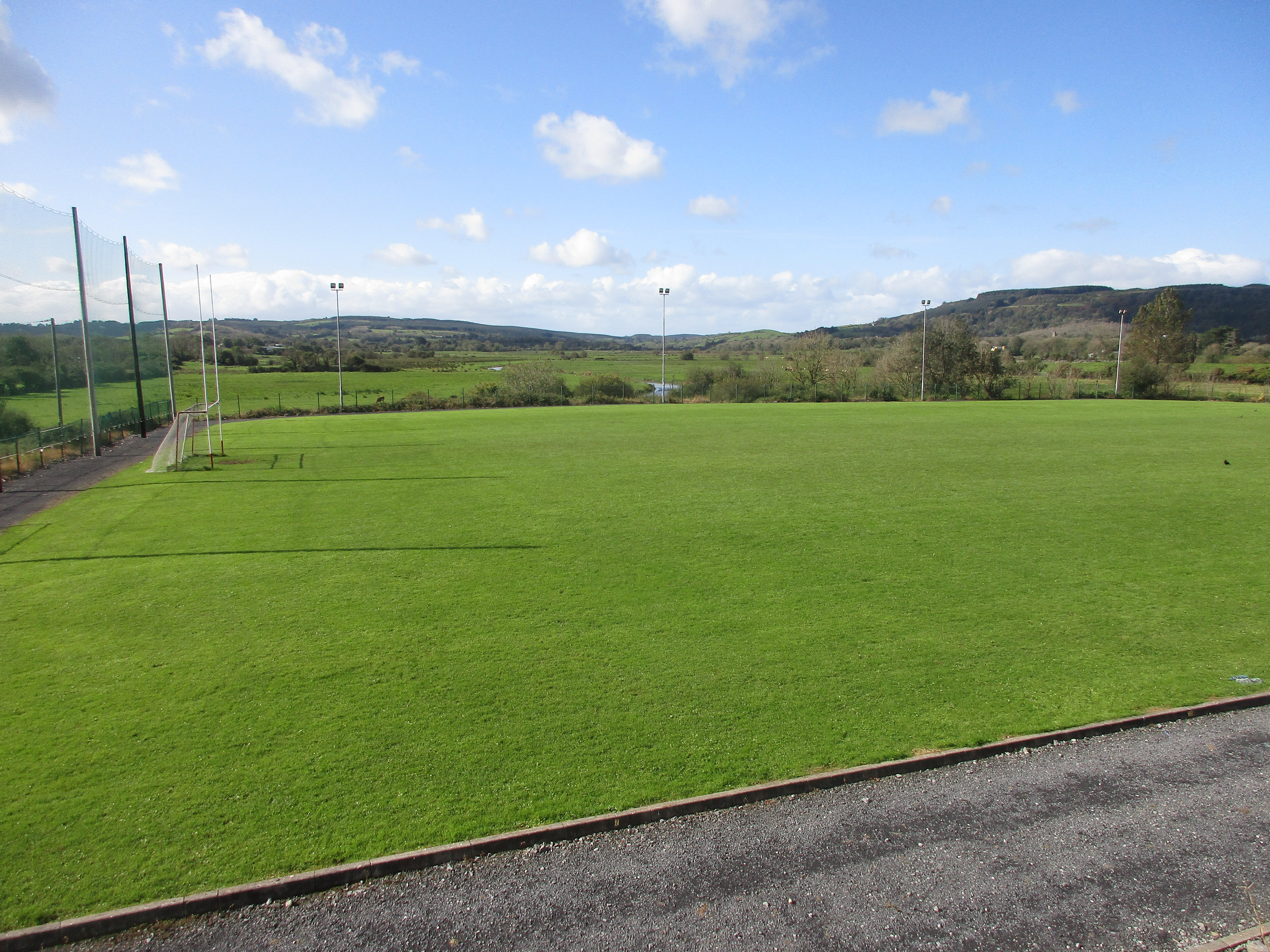
Het tweede veld van Corofin GAA, met de Fergus zichtbaar op de achtergrond Bij de tweede lichtmast van links.

## Bekende personen
- Frederick William Burton - schilder
- Tony Killeen - Fianna Fáil-politicus. Voormalig Teachta Dála (parlementslid) namens het kiesdistrict Clare en Minister van Defensie van Ierland
- Sharon Shannon - muzikante

## Bijzondere gebouwen in en rond Corofin
- Heilige bron en boom in het townland Annville, gewijd aan St. Inion Bhaoith.[8]
- The Lourdes Grotto. Gebouwd in 1957 en ingezegend door bisschop Rodgers op 11 februari 1958, de 100ste verjaardag van de verschijning van Maria aan Bernadette Soubirous in Lourdes. Gebouwd door vrijwilligers op een natuurlijke rotsformatie van lokaal gewonnen verweerde kalksteen.[9]
- St. Patricks Hall. Gebouwd in 1944, deels met stenen van de ruïnes van het voormalige Werkhuis.[10] In 2015 uitgebreid met een grote zaal.
- Watermolen. Reeds in 1604 genoemd. Tegenwoordig een ruïne.[11]
- Riverston Bridge. Een brug met vier bogen over de Fergus.[12]
- The Queens Head Inn, tegenwoordig bekend als Crowley's Pub. Vermoedelijk al een taveerne ruim voor de naam Queen's Head in gebruik kwam. Reeds genoemd in 719-720 in de boekhouding van de landheer Sir Edward O'Brien van Dromoland, graaf van Inchiquin. Gesloten rond 2015.[13]
- Richmond House. Een 'big house' direct naast de brug over de Fergus. Reeds genoemd in 1795. (p. 303-306). In een bijgebouw was enige tijd de Corofin National School gevestigd, waar in 1865 Michael Cusack, later mede-oprichter van de Gaelic Athletic Association, heeft les gegeven.[14][15]
- Corofin National School. Begonnen als de school bij Richmond House, later verhuisd naar een gebouw aan de andere zijde van de rivier. In 1958 werd een nieuwe school opgeleverd in het townland Kilvoydan.[16]
- Kilvoydan kerk en klooster. Gelegen in een rond omheind terrein nabij Lough Atedaun, oostelijk van het dorp. De ronde vorm suggereert een vroegchristelijke stichting. Echter, duidelijk bewijs van de stichting en de beschermheilige ontbreekt. Een deel van het terrein is nu in gebruik als begraafplaats.[17]
- Markthuis. Gebouwd rond 1680 in opdracht van de O'Brien-familie. Het gebouw, tegenwoordig opgesplitst in appartementen, draagt nog steeds het wapen van de familie.[18][19]
- Corofin Bridge, reeds genoemd in 1768. Oorspronkelijk een overgang van stapstenen, dat Corofin zijn naam gaf.[20]
- Treinstation van de West Clare Railway, de laatst actieve smalspoorlijn in Ierland. In gebruik van 1887 tot 1961.
- Poplar Bridge, een brug over de Fergus, gebouwd circa 1770[21]
- Lough Inchiquin, een meer vernoemd naar de plaatselijk leidende O'Quin-familie. Later kwam de macht aan de O'Brien-clanfamilie. Hiermee werd Lough Inchiquin het lokale machtscentrum. De O'Briens lieten hier in de loop van de tijd twee kastelen bouwen: een op een eiland en later een op het vasteland.
- Werkhuis. Rond 1848 werd de Corofin Poor Law Union afgesplitst van de Ennistymon Poor Law Union teneinde een betere spreiding van de voorzieningen te verkrijgen. In die tijd is ook het "werkhuis" van de Union gebouwd. De Union was verantwoordelijk voor de armenzorg in het district, wat onder meer Boston, Corofin, Kilnaboy en Ruan omvatte.[22] In de Ierse Burgeroorlog werd het werkhuis bezet door troepen die tegen het Anglo-Iers Verdrag waren. Het Nationaal Leger was van plan deze troepen aan te vallen. De troepen in Corofin werden getipt over de op handen zijnde aanval en vertrokken, waarbij zij het gebouw in brand staken.[23] Het grootste deel van het complex ging daarbij verloren.
- Coad Church, de plaats waar de markten plaats vonden voor deze verplaatst werden naar Corofin. Deze plek had meer belang in de tijd dat de heersende O'Brien-familie hun kastelen in en aan Lough Inchiquin bewoonden maar verloor later deze positie aan het dorp zelf.

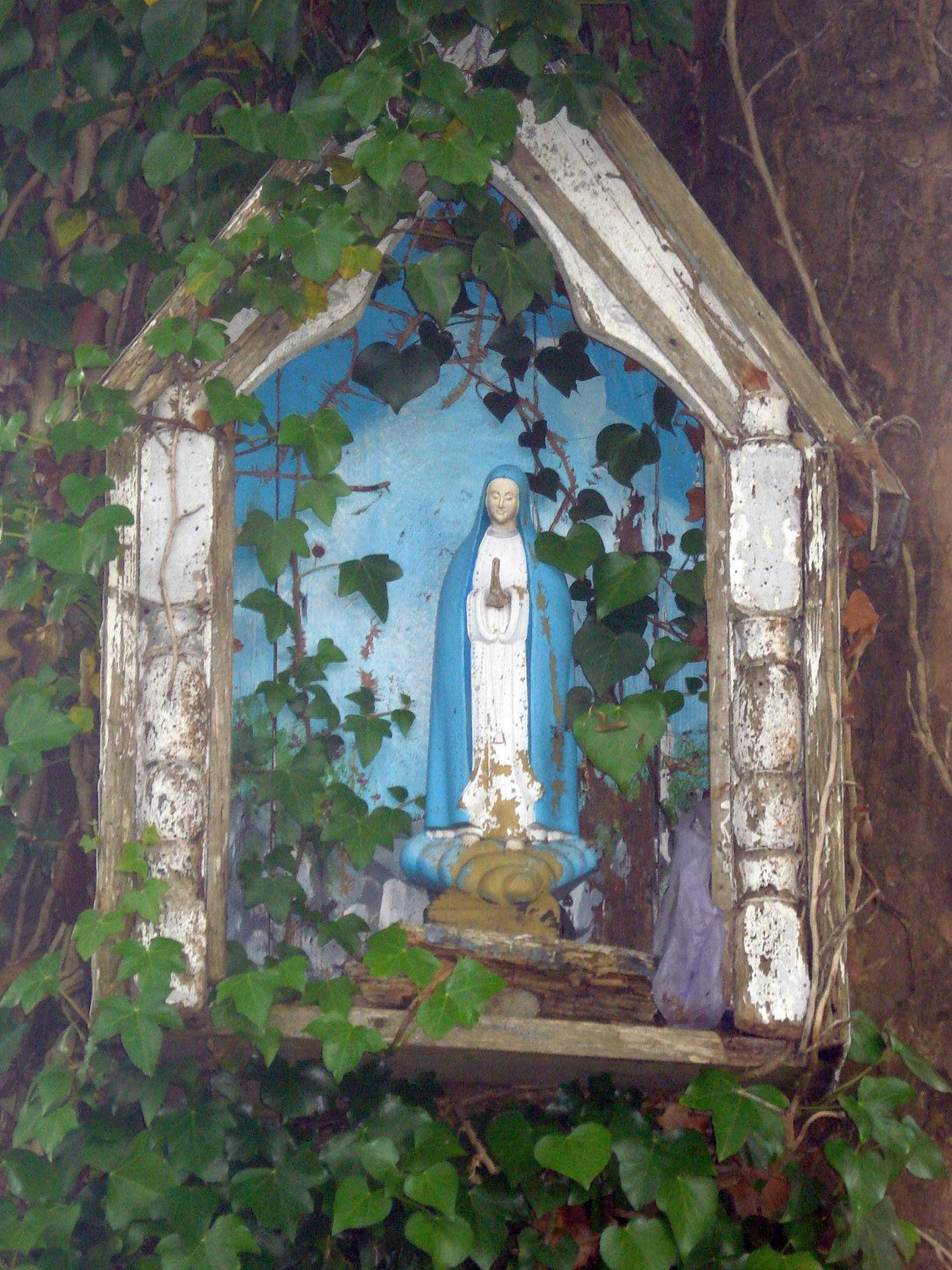
Mariabeeld bij de Heilige bron in Annville
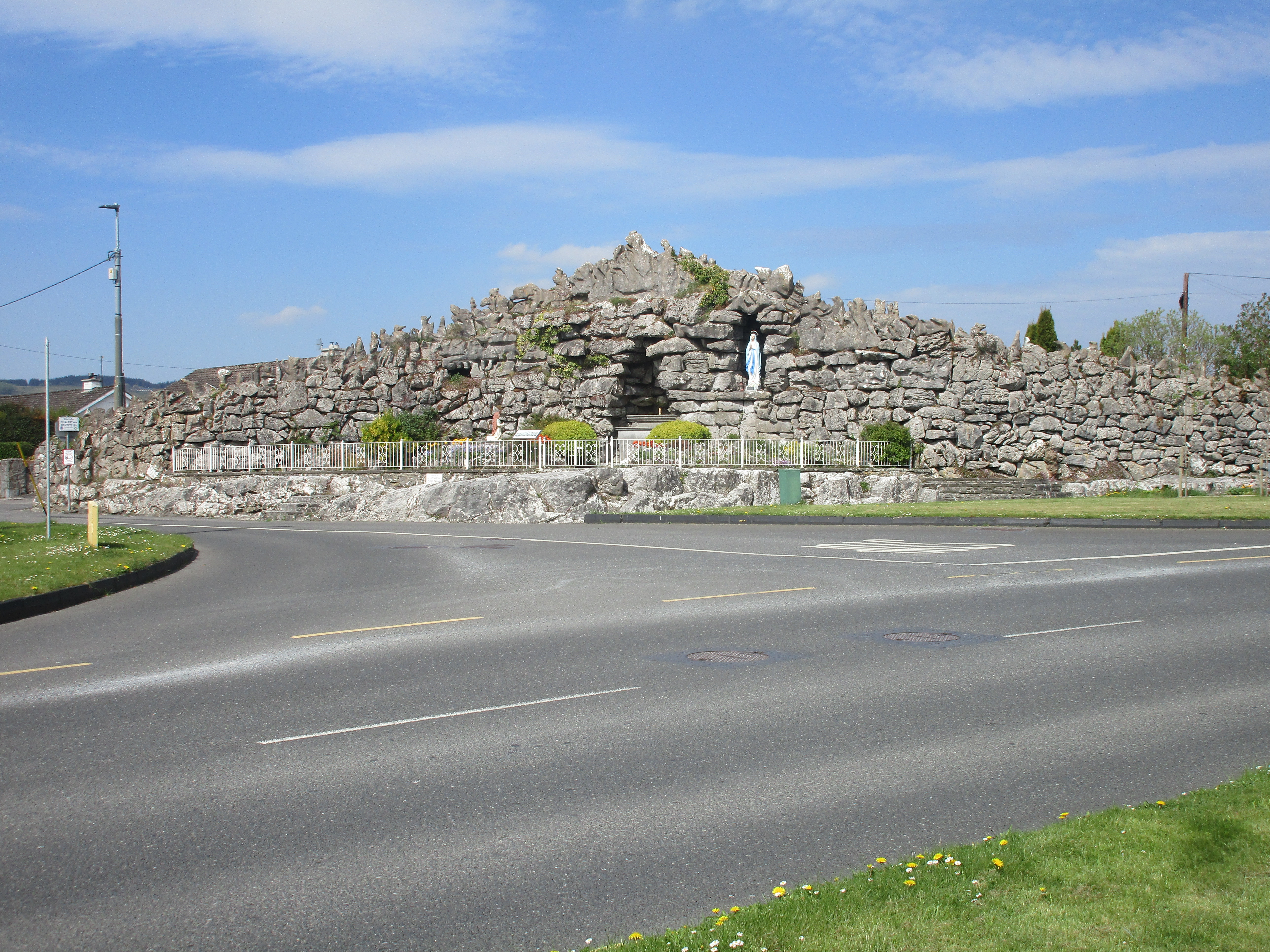
De Mariagrot
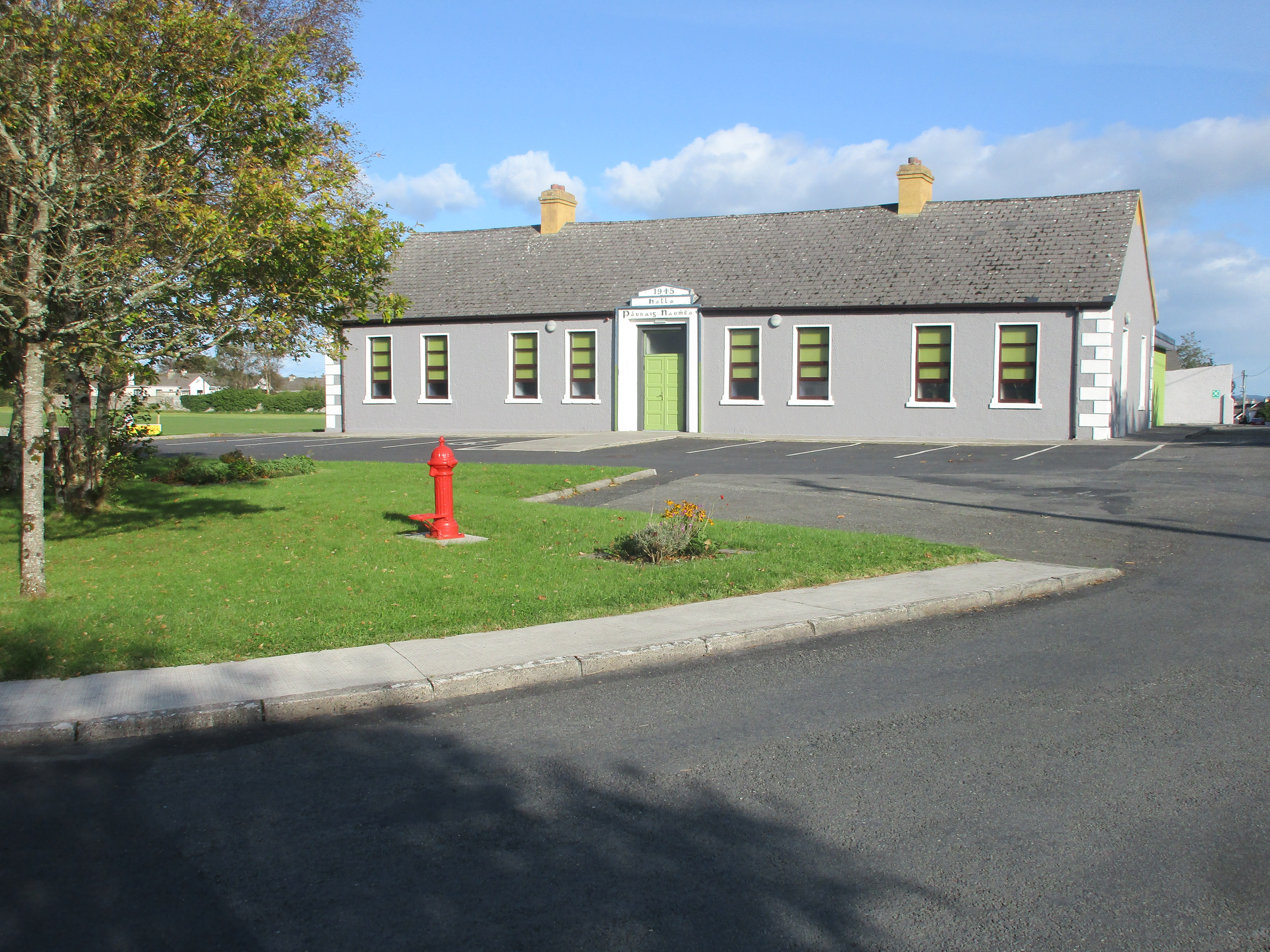
St. Patricks Hall, het gemeenschapscentrum
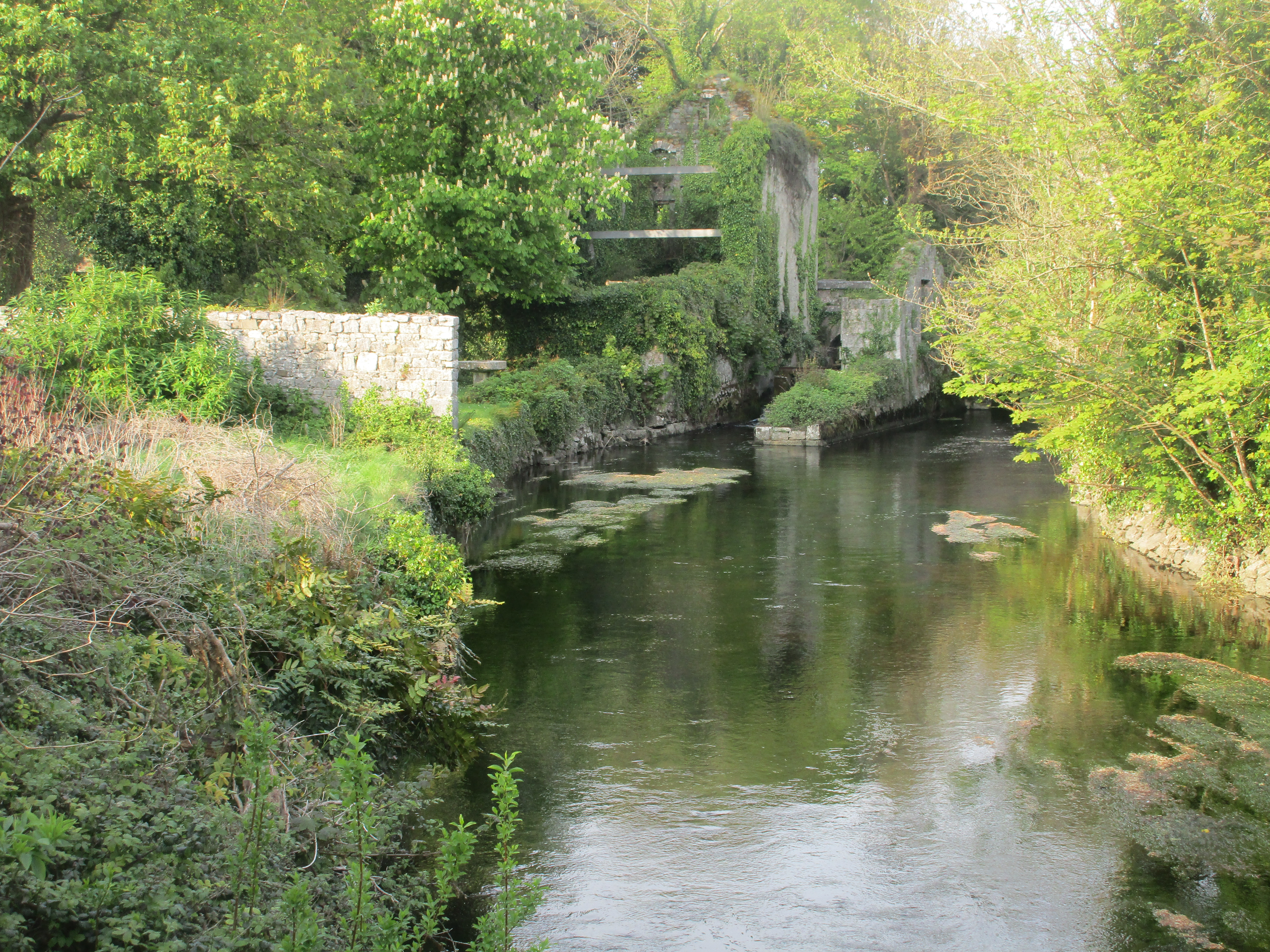
Watermolen in de Fergus
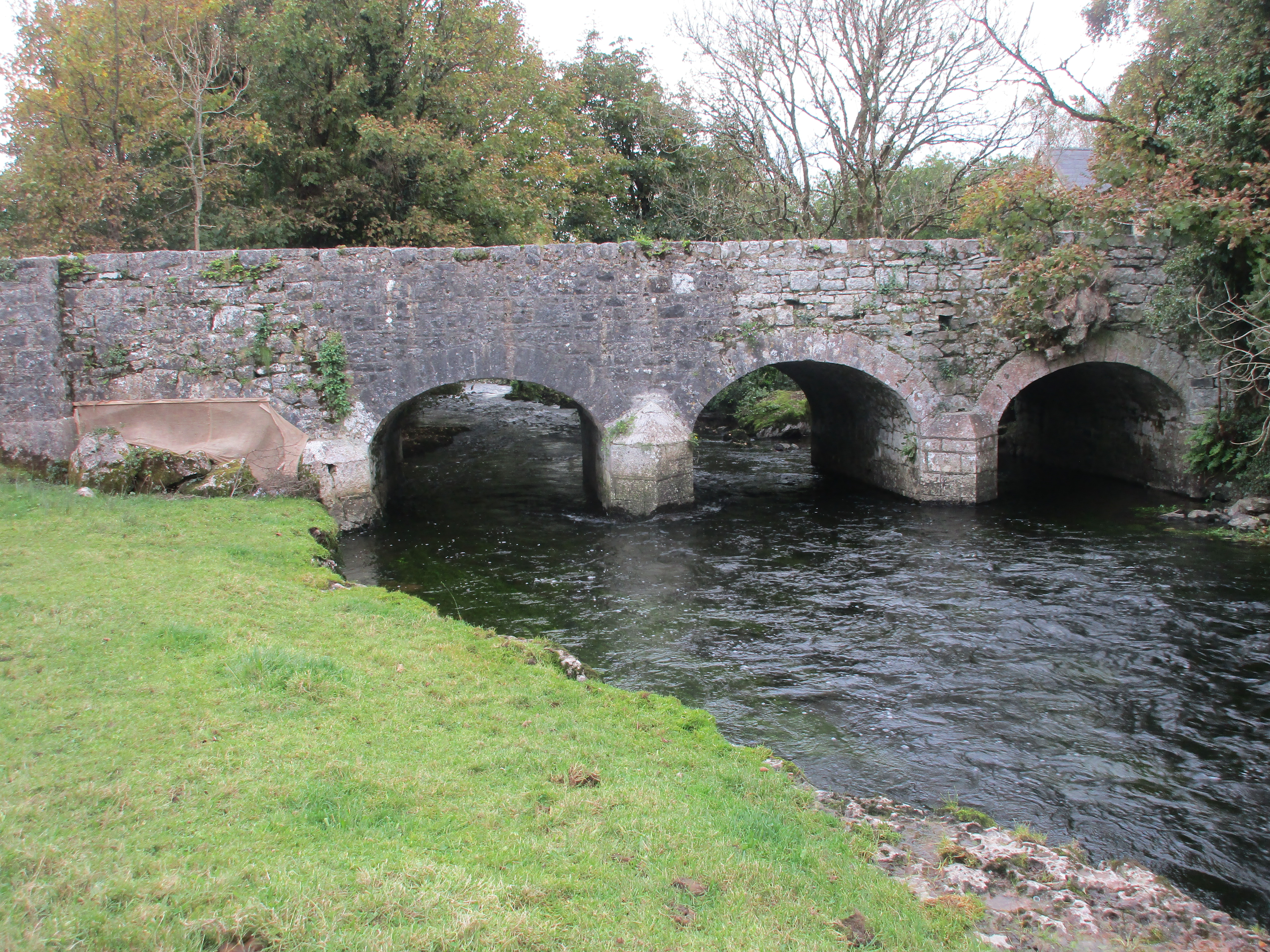
Riverstone Bridge, een brug van vier bogen (de vierde boog is aan de linkerzijde, afgesloten met jute)
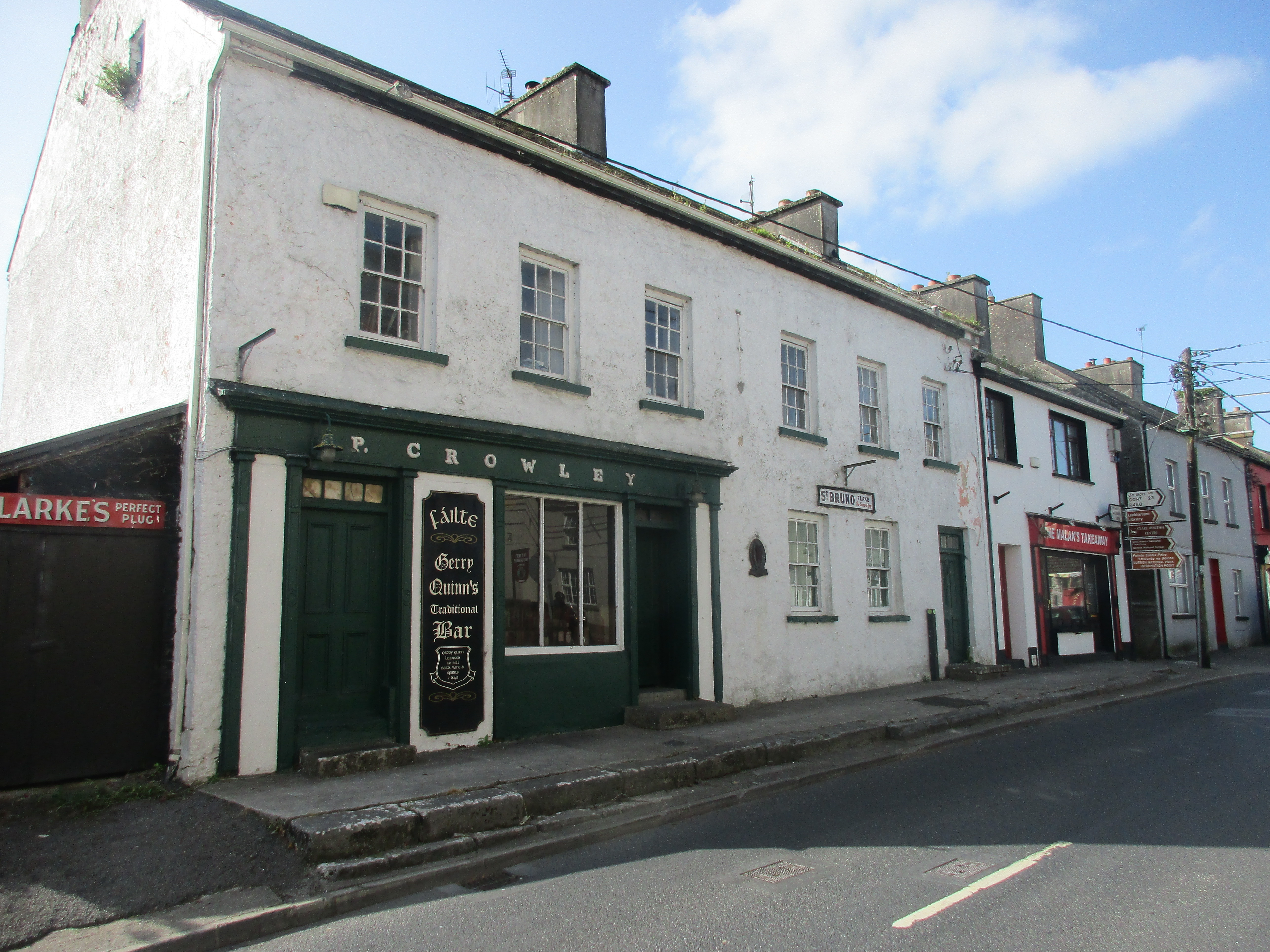
The Queen's Head Inn, laatst bekend als Crowley
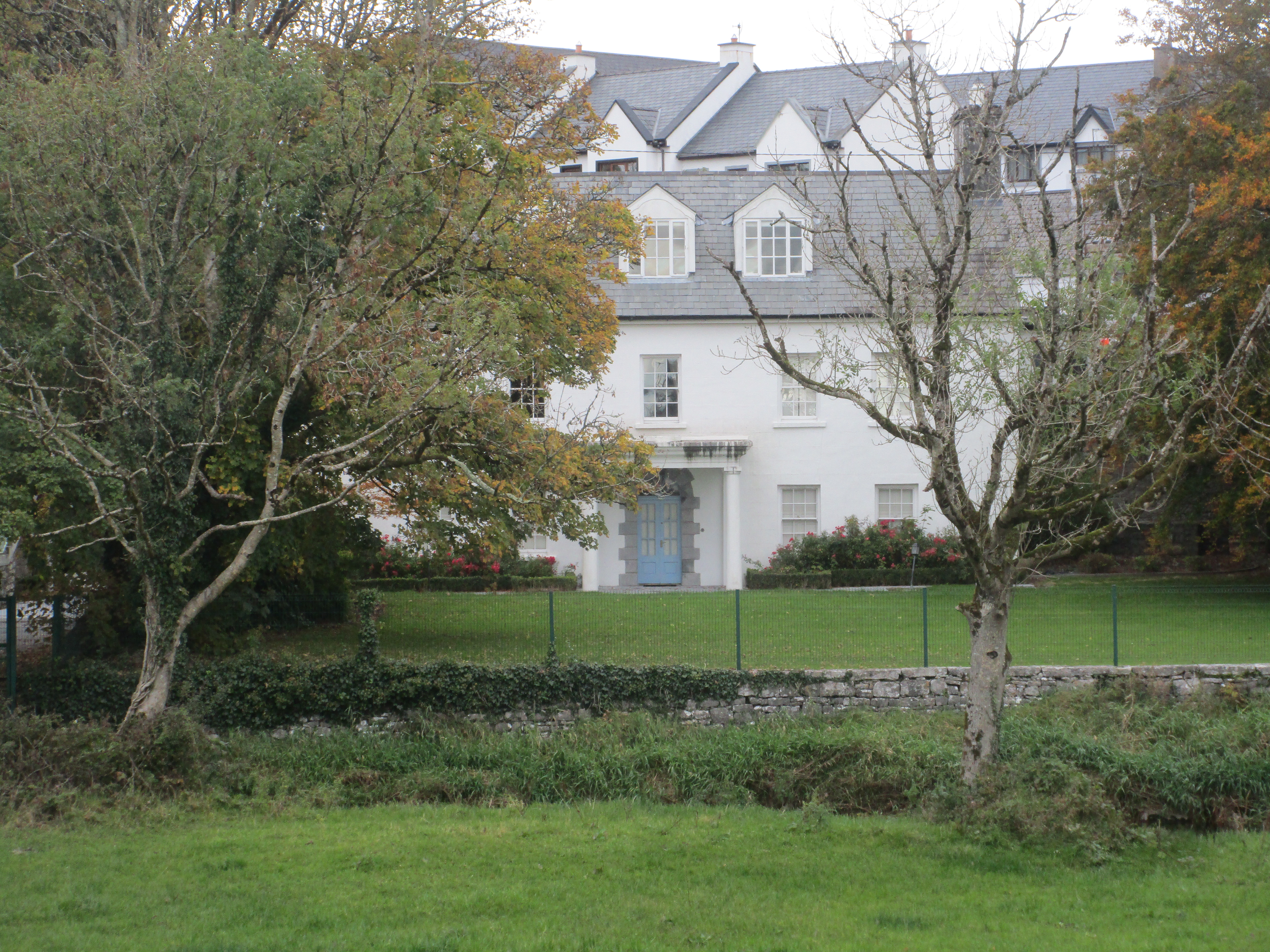
Een der "Big Houses" in Corofin. In een niet zichtbaar bijgebouw begon de lagere school haar bestaan.
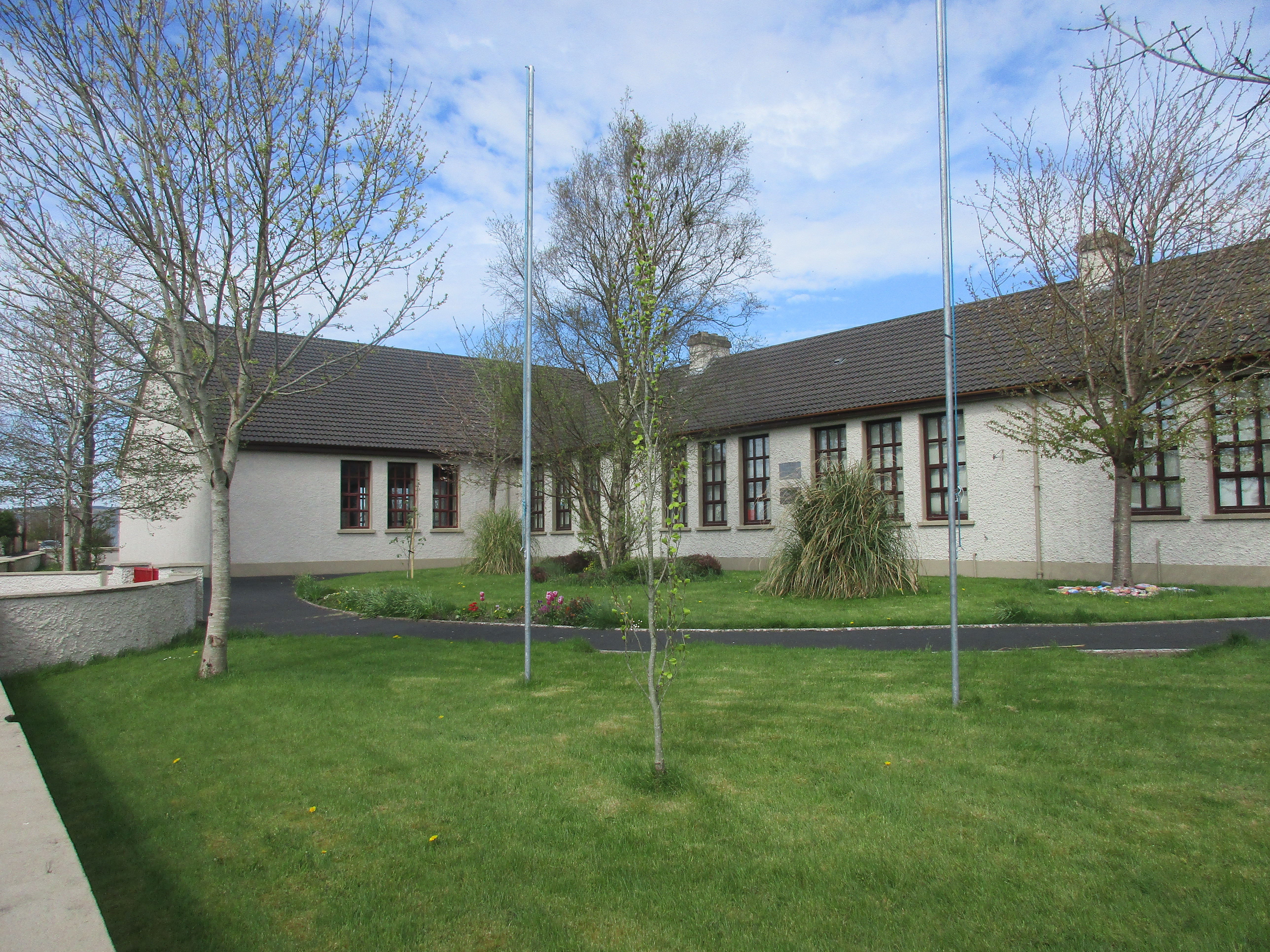
Lagere school
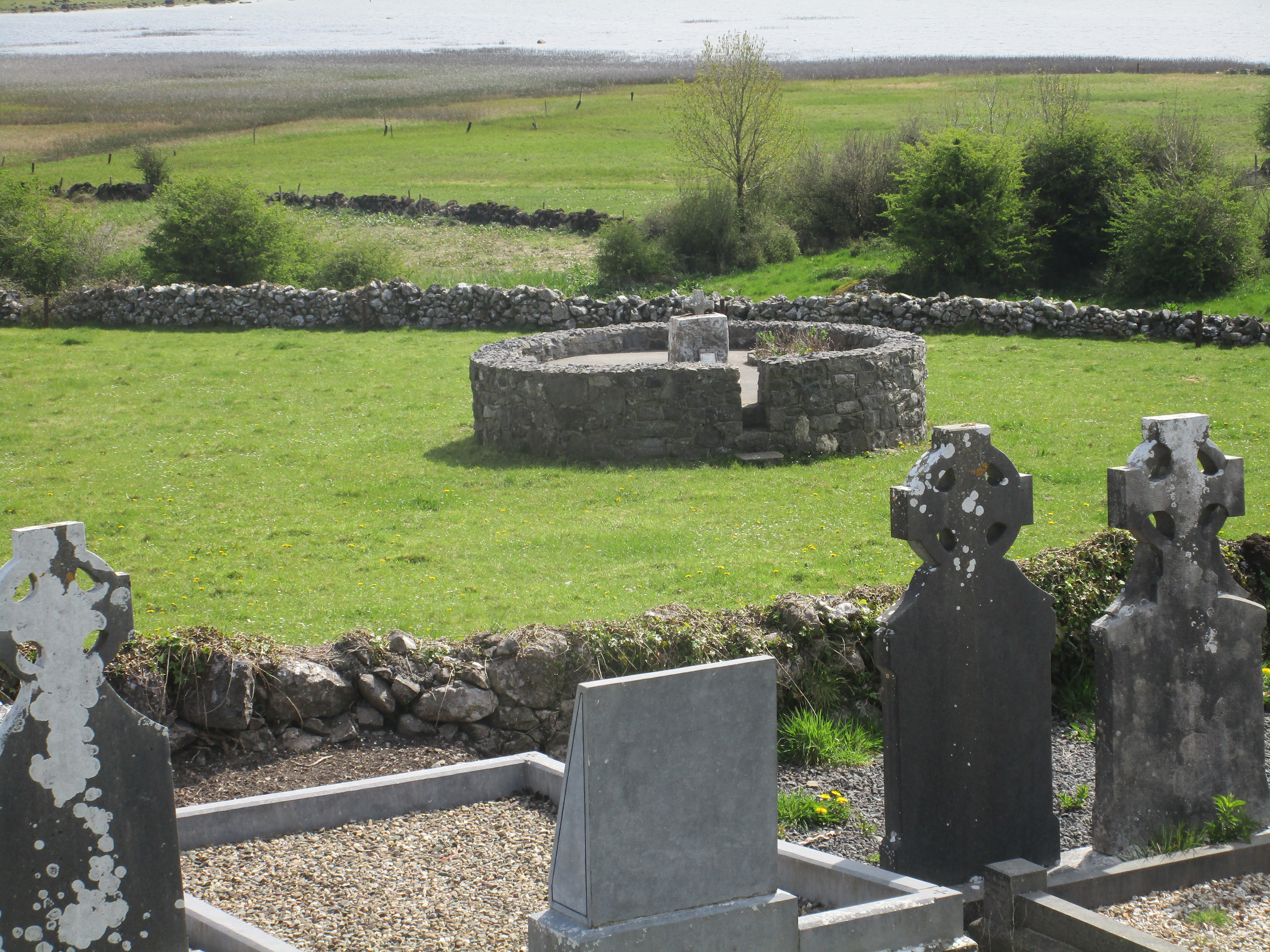
Restant van het voormalig klooster Kilvoydan
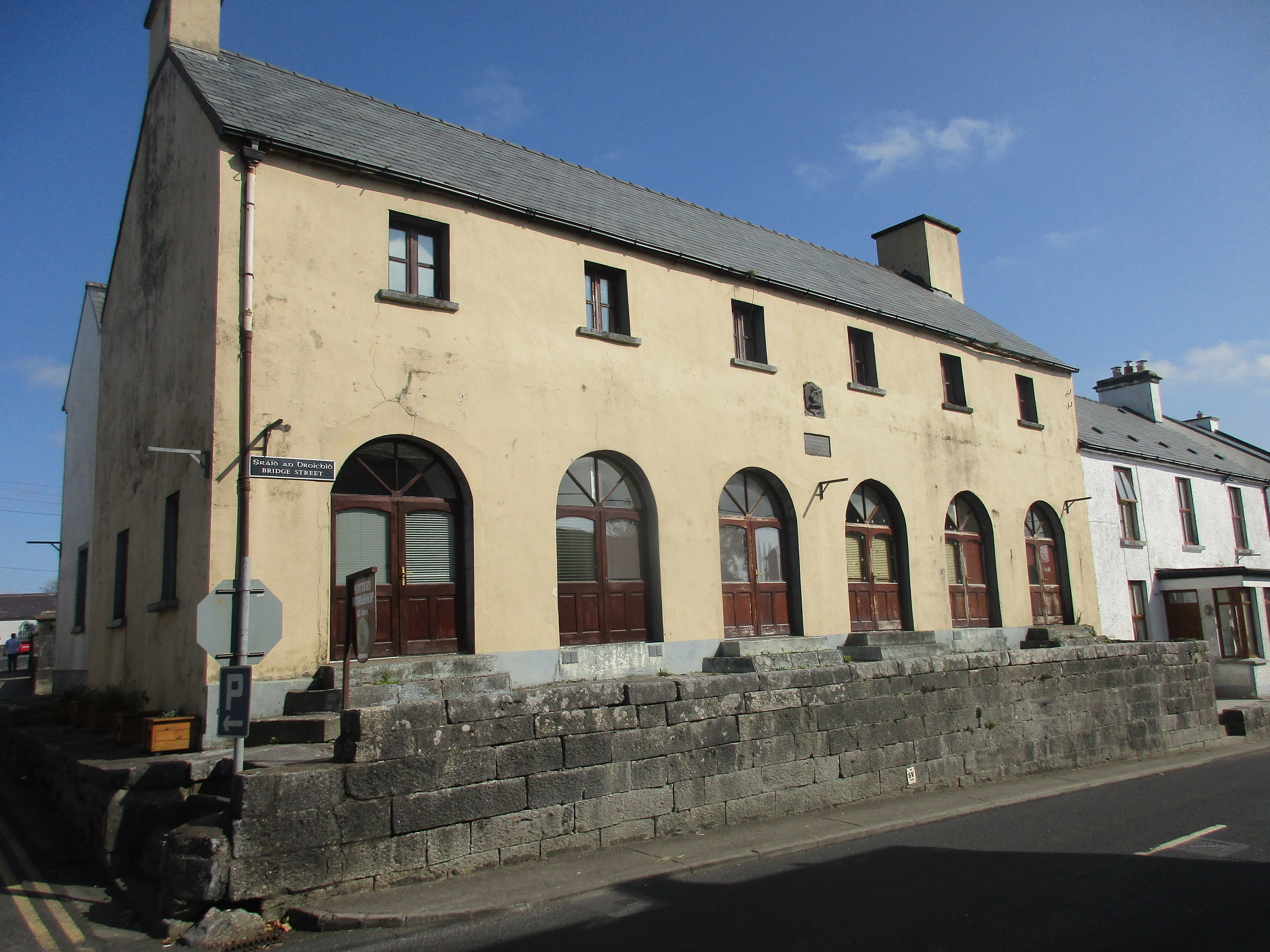
Het voormalige markthuis van Corofin met het wapen van de lokale landheren O'Brien
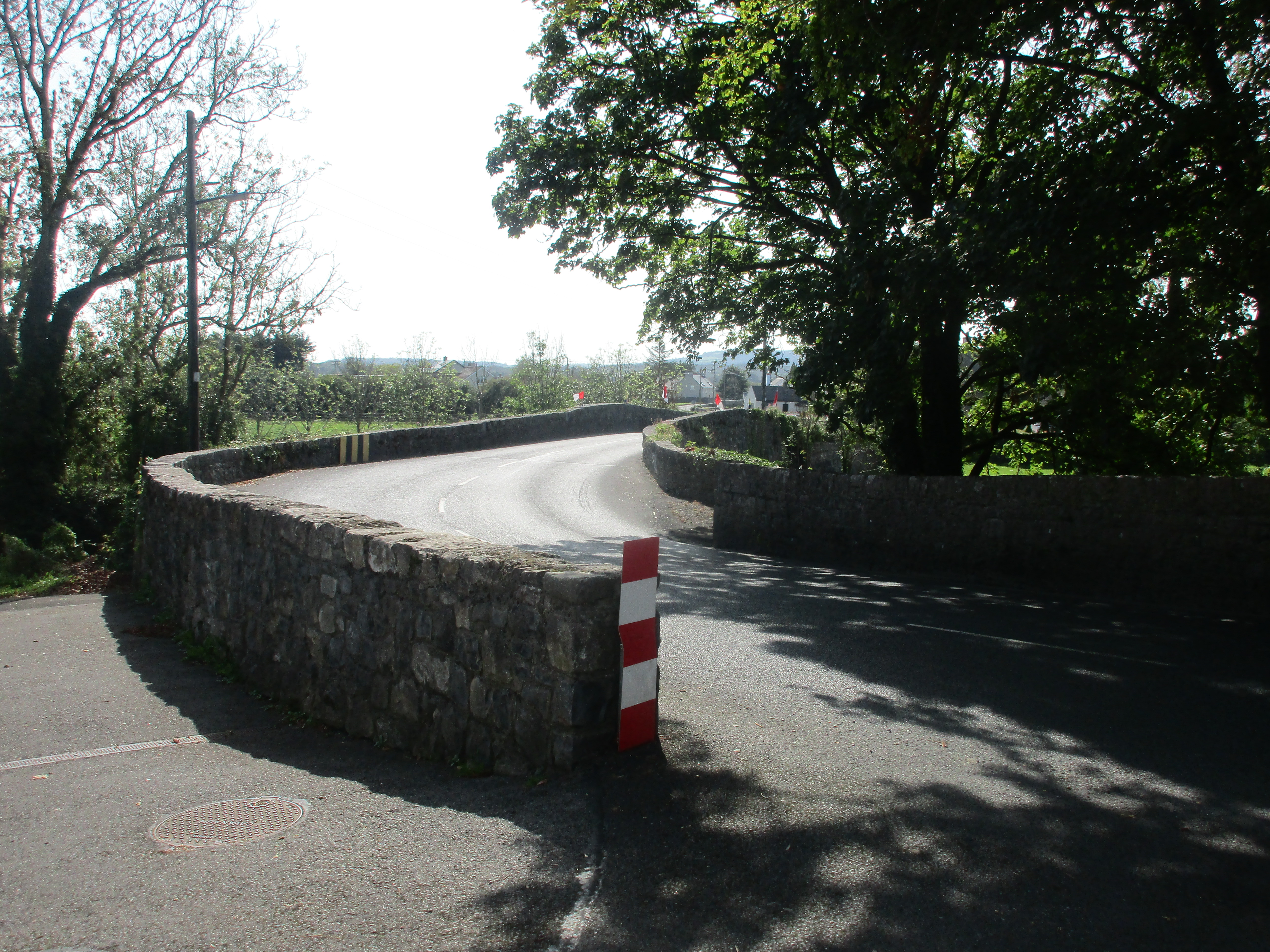
De weg over de Corofinbrug
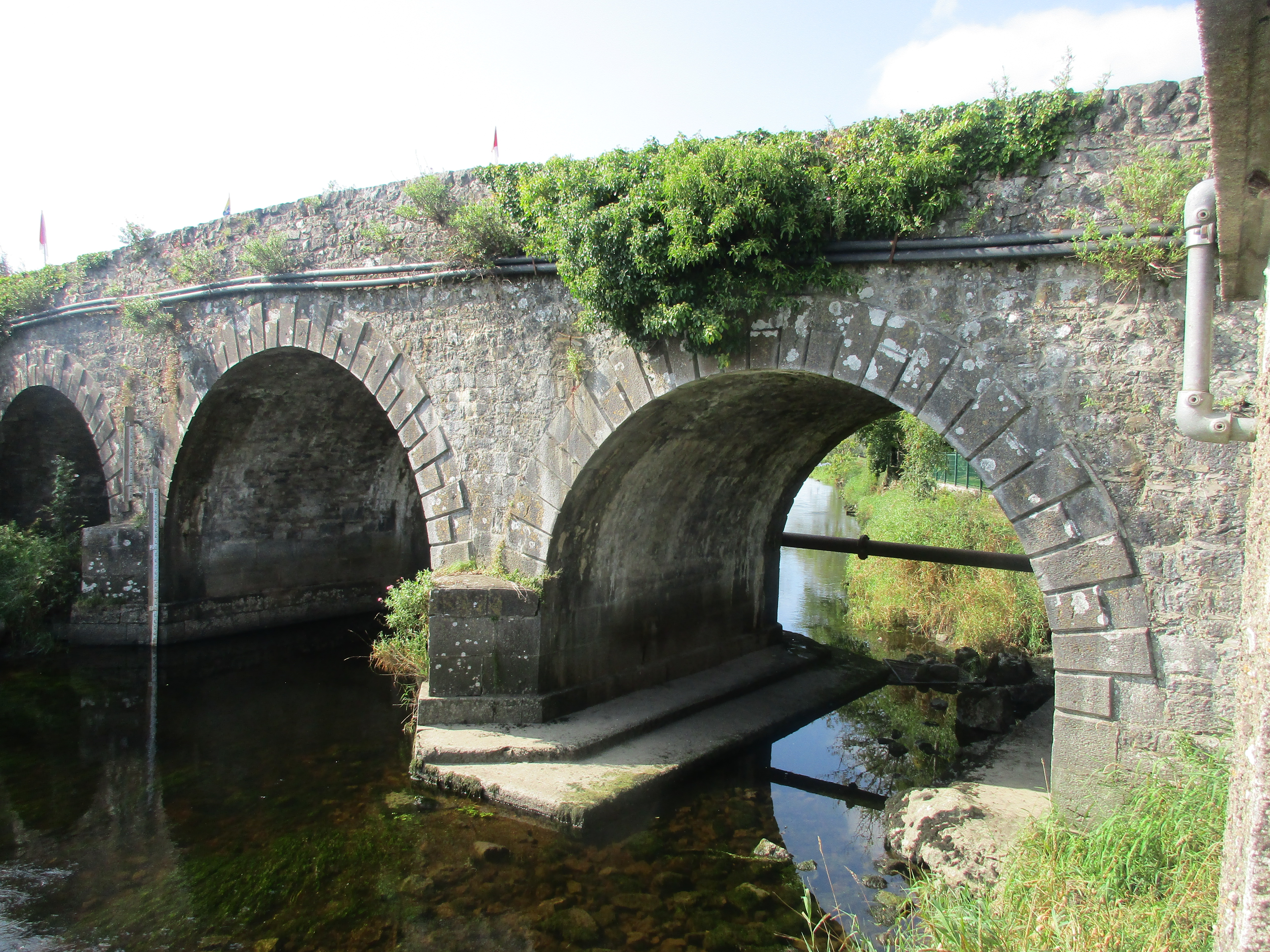
Corofin brug en de rivier de Fergus. De oorspronkelijke oversteekplaats van de Fergus. Later werden bij de stapstenen een brug van vier bogen gebouwd.
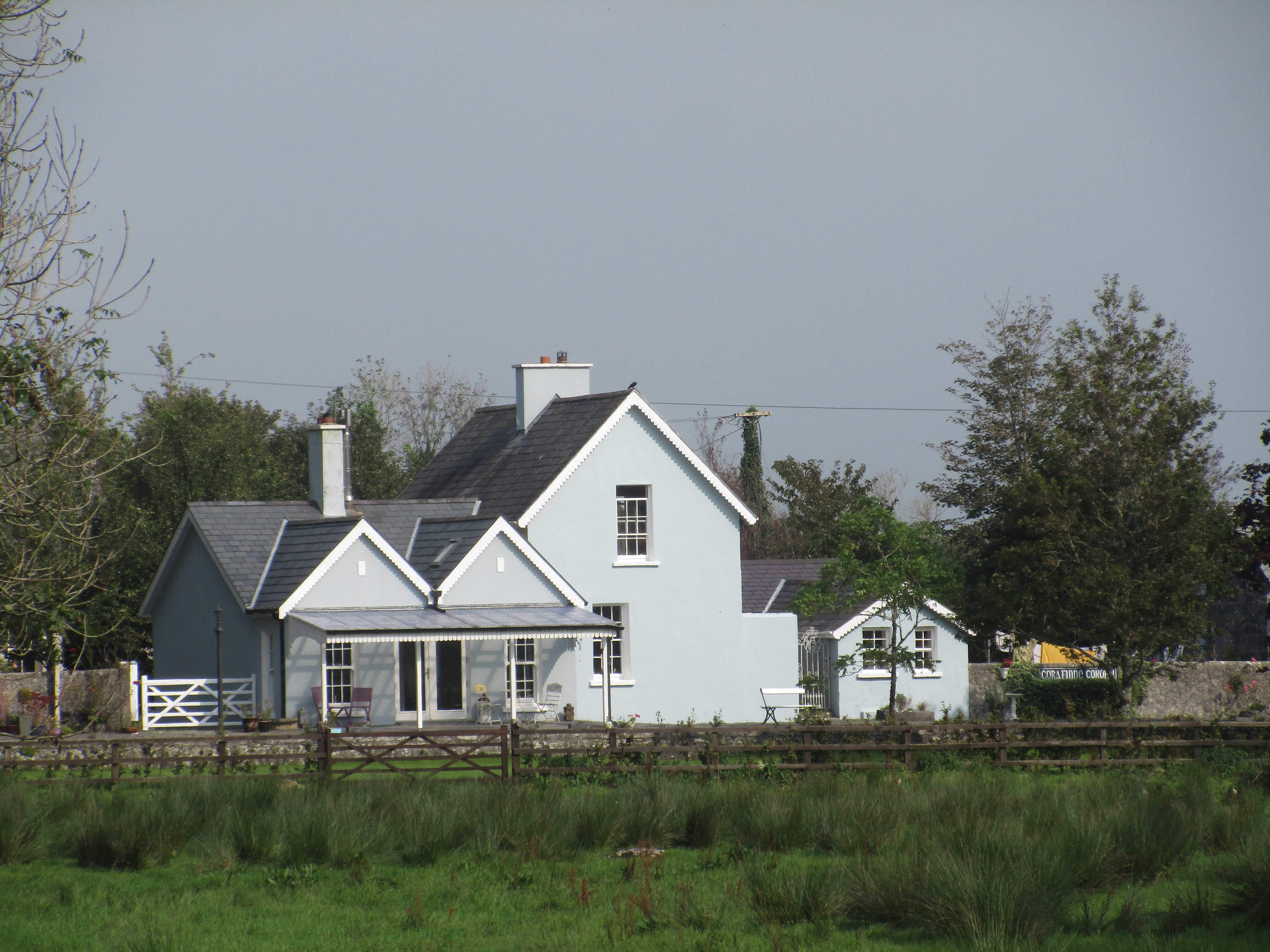
Het voormalige treinstation van Corofin, nu een privéwoning
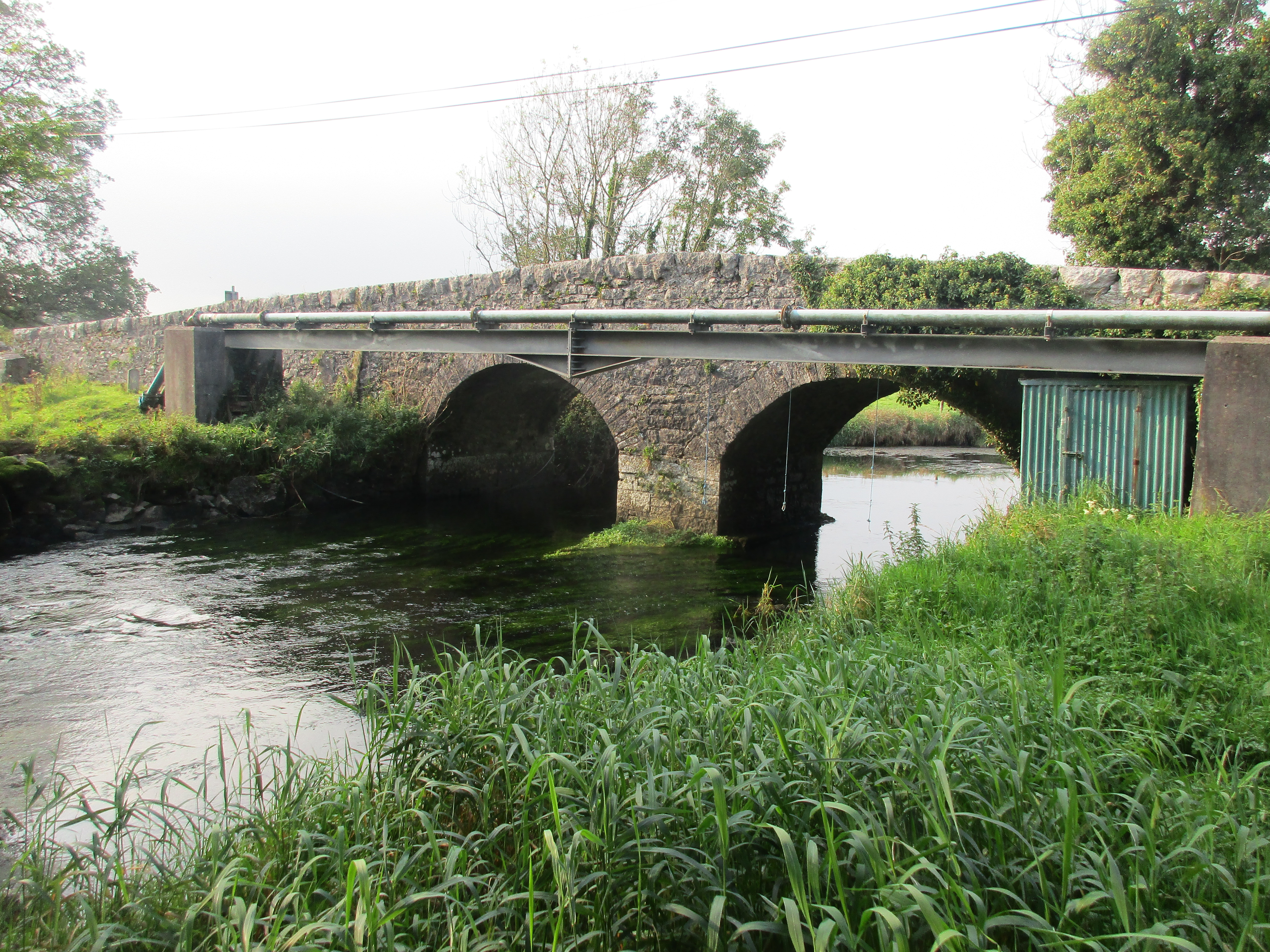
Poplar Bridge over de Fergus aan de noordzijde van Lough Inchiquin
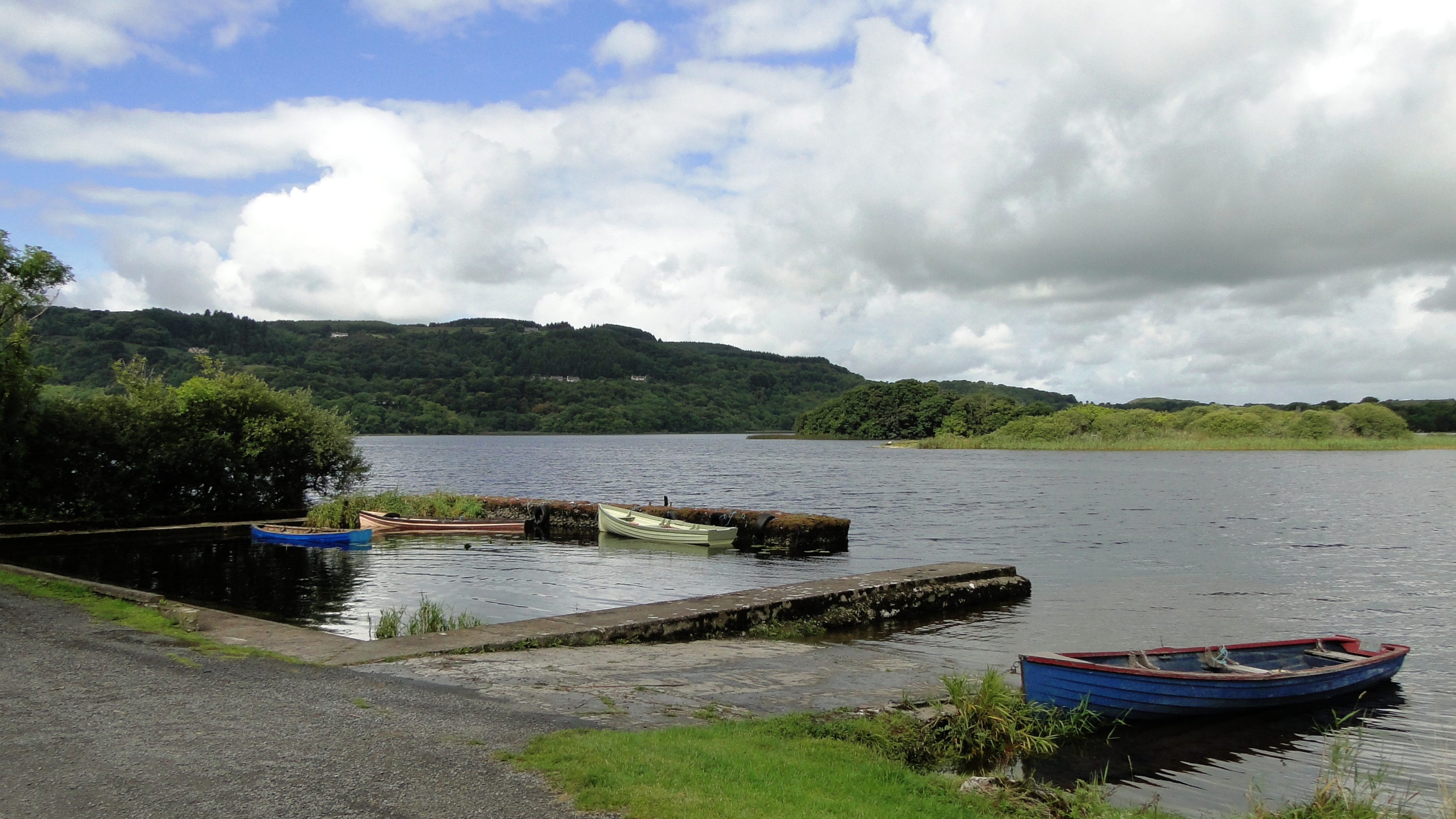
Publieksvoorziening en haven aan Lough Inchiquin
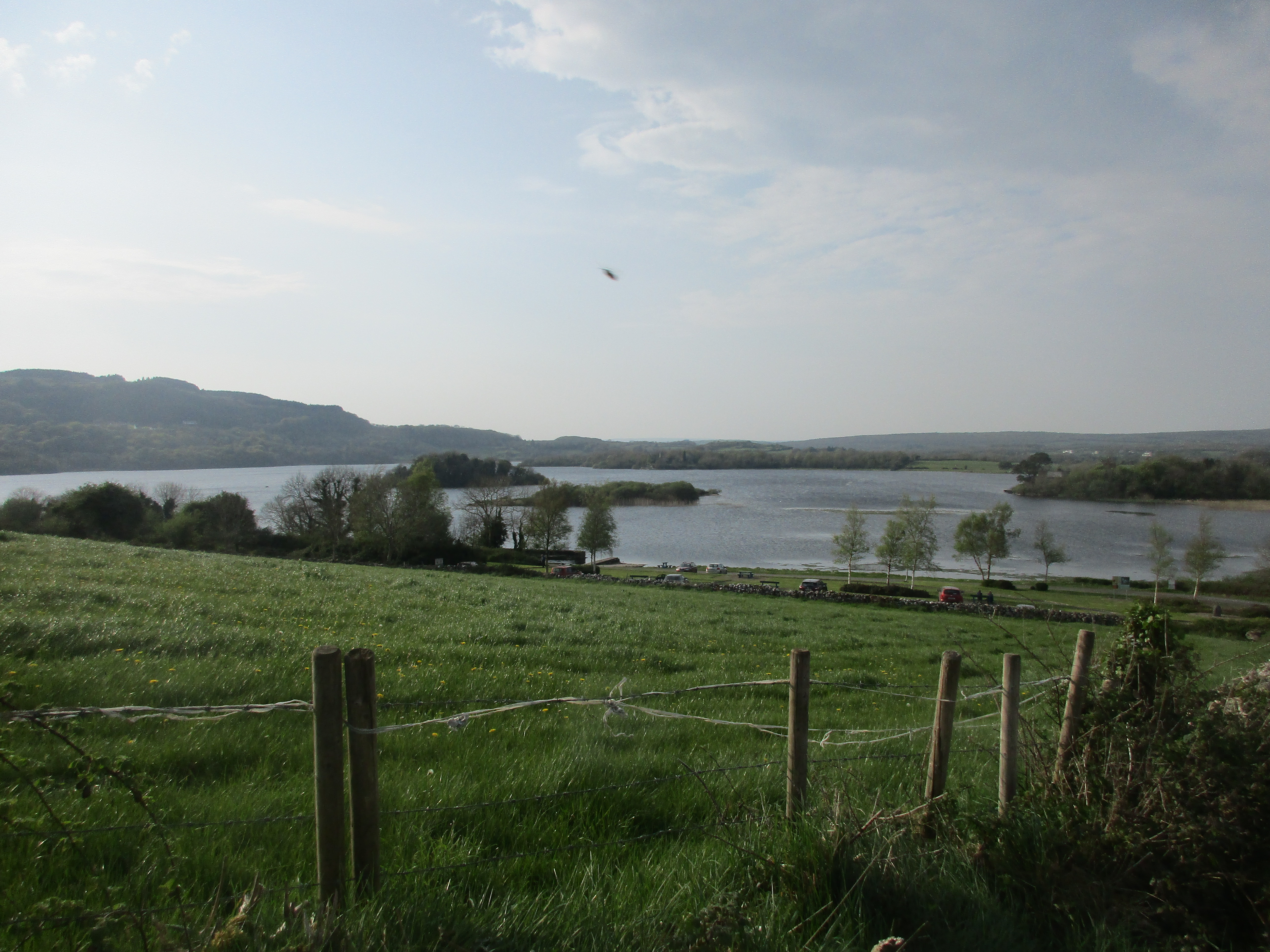
Lough Inchiquin
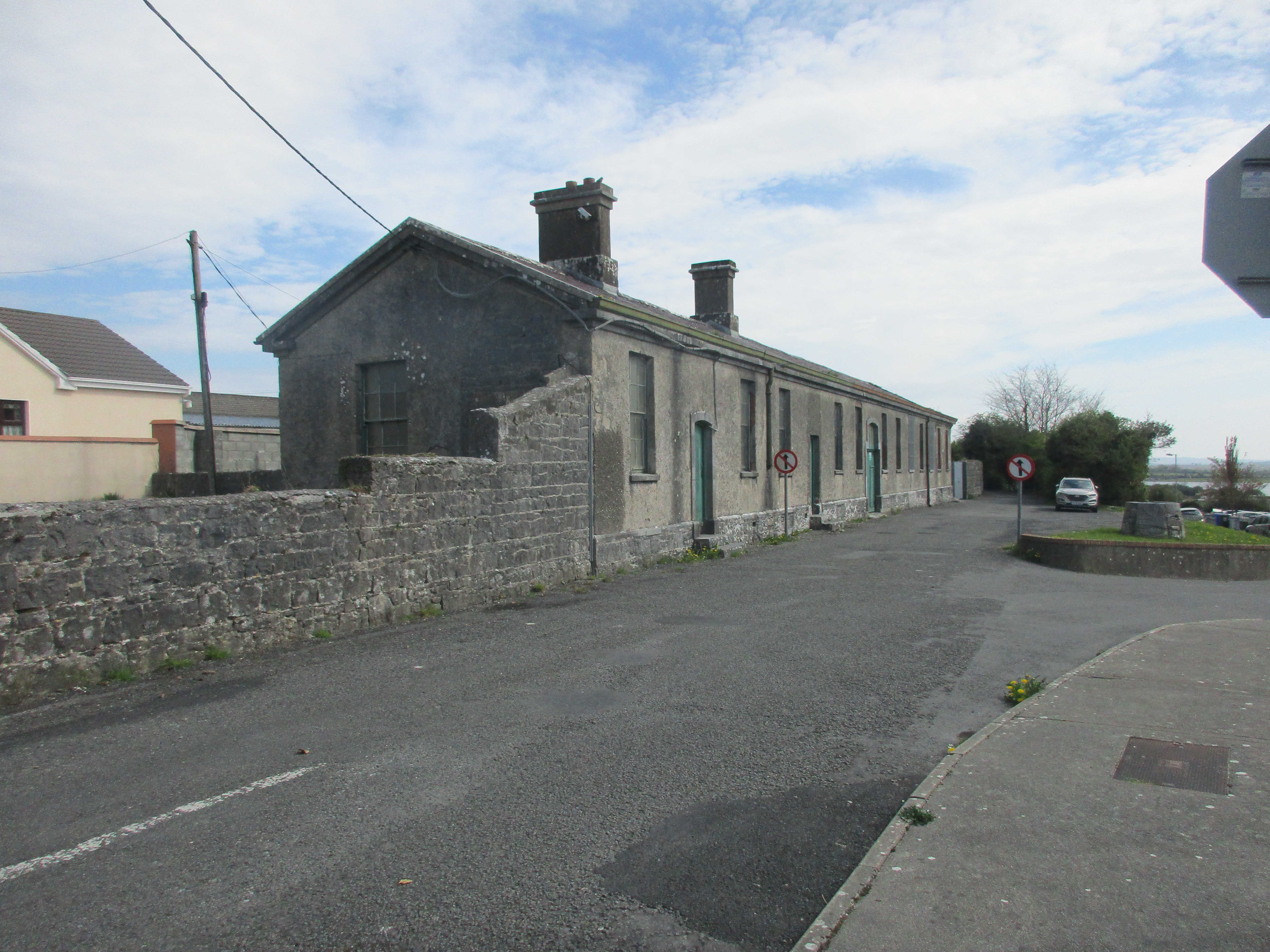
Het deel van het Corofin Workhouse dat niet verbrand is door de "Irregulars" (soldaten tegen het Anglo-Iers Verdrag)
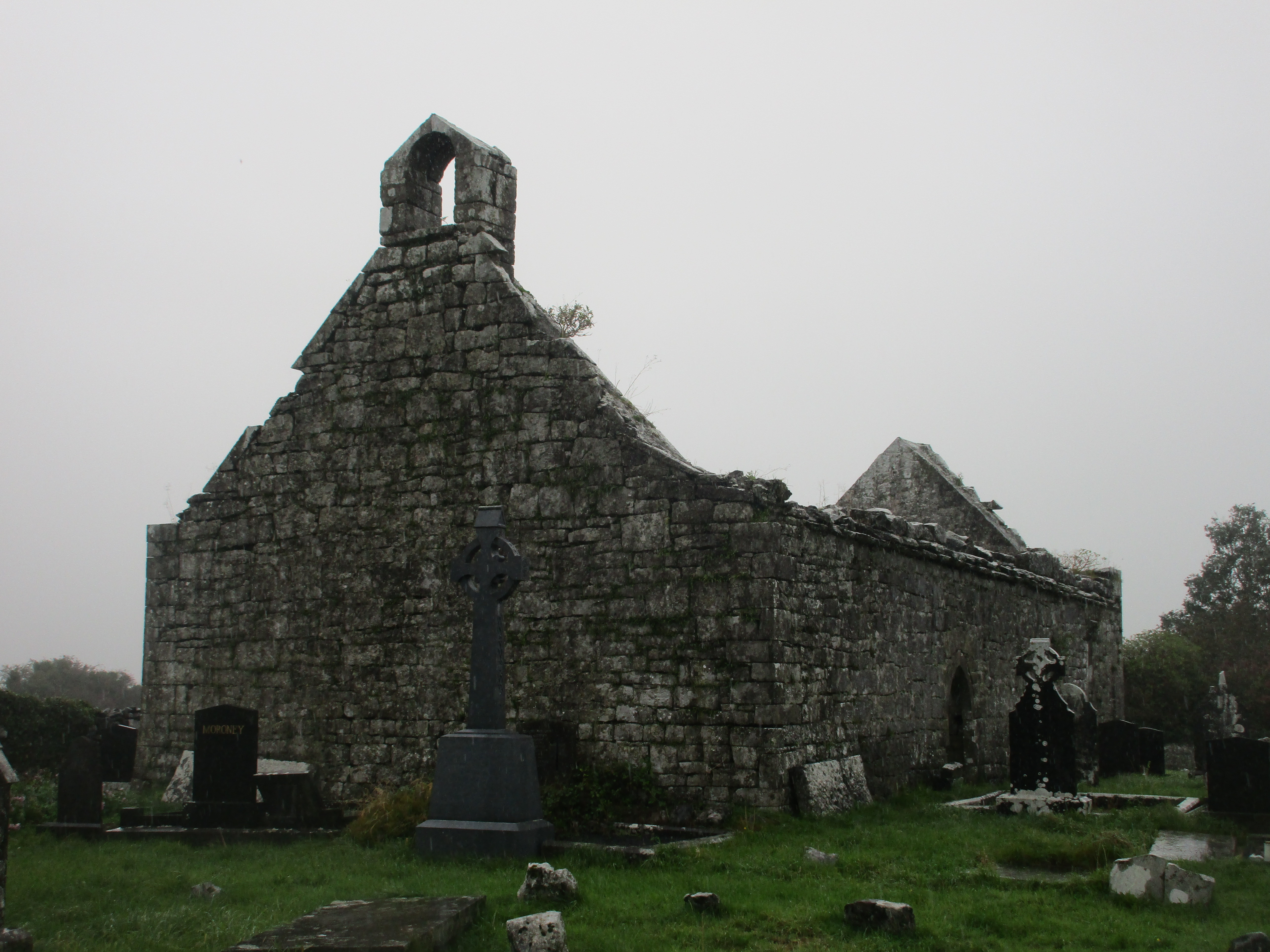
Coad Church